# Dad's Army (televisieserie)

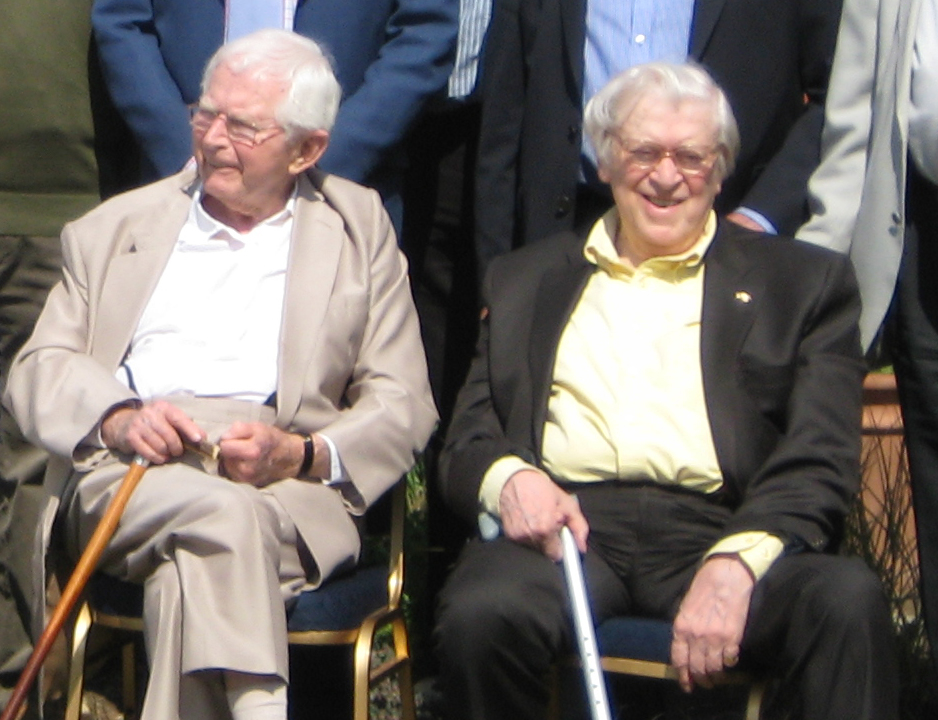
Scenarioschrijvers David Croft (links) en Jimmy Perry (rechts) in 2011.

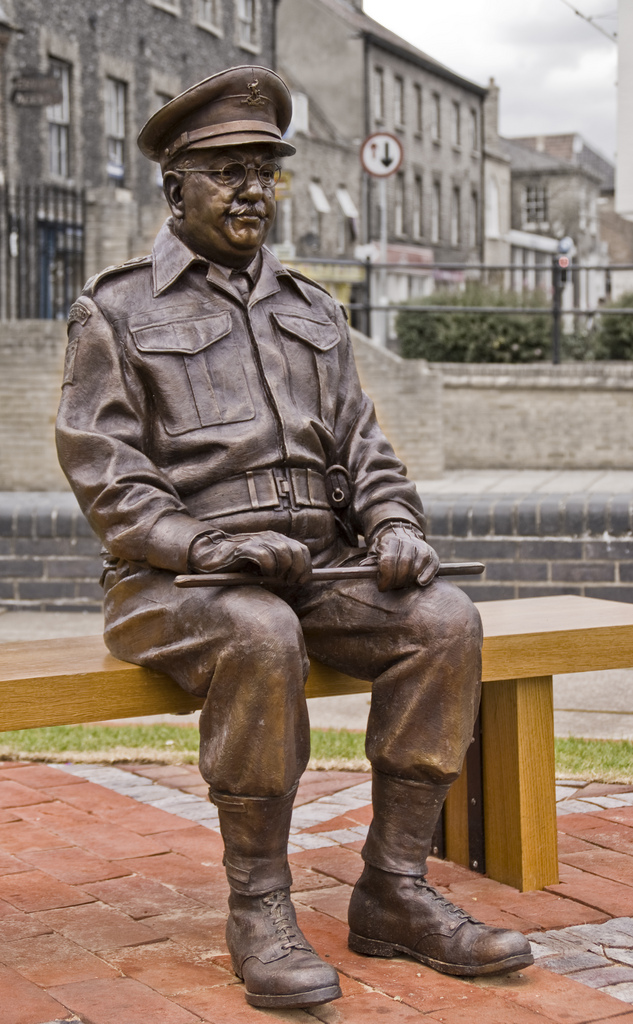
Standbeeld van Captain George Mainwaring in het Britse Thetford.

Dad's Army is een Engelse komedieserie, geproduceerd door David Croft. De titel verwijst naar de bijnaam van de British Home Guard, een organisatie waarin hoofdzakelijk oudere mannen dienden. De serie is onder andere van 1968 tot 1977 bij de BBC te zien geweest en omvat in totaal 80 afleveringen die in negen seizoenen zijn uitgezonden. Dad's Army is ook in vele andere landen uitgezonden. In Nederland werd de serie door de VARA uitgezonden als Daar komen de schutters, een titel die was afgeleid van een lied van J.H. Speenhoff.

## Overzicht
De serie speelt tijdens de Tweede Wereldoorlog en draait om het plaatselijke peloton van de British Home Guard in het fictieve Zuid-Engelse kustplaatsje Walmington-On-Sea. De serieuze Kapitein Mainwaring en zijn vriendelijke secondant sergeant Wilson staan aan het hoofd van dit peloton, dat verder bestaat uit onder anderen de enthousiaste korporaal Jones, de sterkeverhalenverteller soldaat Frazer, de oude soldaat Godfrey, de jonge soldaat Pike en de zwarthandelende soldaat Walker. Dit gezelschap maakt allerlei kluchtige verwikkelingen mee. Aangezien de meeste jonge mannen vanwege de oorlog ver weg in het leger actief zijn, bestaat het peloton vooral uit oudere tot zeer oude mannen. 
De opnames werden gemaakt in het graafschap Norfolk, in het stadje Thetford. Daar is ook een museum gevestigd over de televisieserie.
De intromuziek is het Engelstalige lied Who do you think you are kidding, Mr Hitler? dat speciaal voor de serie werd geschreven, in de stijl van in 1940 populaire liedjes. De tekst is van Jimmy Perry, de muziek van Derek Taverner. Het wordt gezongen door Bud Flanagan.

## Rolbezetting

### Hoofdrollen
- Kapitein Mainwaring (Arthur Lowe): de vaak hoogdravende maar ook dappere kapitein van het peloton, in het dagelijks leven bankdirecteur. Hij verschuilt zich niet achter zijn soldaten en loopt dus voorop. In aflevering 1 werpt hij zich op als leider, omdat bij een rondvraag verder niemand wil. Later verwijten sommigen hem dat, uit jaloezie. Hij was luitenant in de Eerste Wereldoorlog, maar was nooit in het oorlogsgebied aanwezig. Daarom zien sommigen hem niet als een echte militair.
- Sergeant Wilson (John Le Mesurier): de sergeant van het peloton, die een verhouding heeft met de moeder van Pike. Pike noemt hem "Uncle Arthur", maar de suggestie wordt soms gewekt dat hij eigenlijk Pikes vader is. Wilson werkt op de bank van Mainwaring en is als enige geboren als lid van de hogere standen, al laat hij dat zelden merken. In de loop van de serie wordt hij door een sterfgeval in zijn familie een honourable. Wilson is erg aardig, vooral tegenover vrouwen, en houdt niet van commanderen, hoewel dat juist zijn taak is. Daarom schreeuwt hij ook niet. Typerende opmerking tegenover zijn kapitein: “Do you think that’s wise sir?”.
- Lance corporal[1] Jones (Clive Dunn), is de slager uit het dorp Walmington-On-Sea. Geboren in 1870. Ging naar eigen zeggen al in het leger toen hij 14 jaar was. Was op die leeftijd al soldaat in Soedan tijdens de Nijlexpeditie (1884-85). Hij heeft volgens eigen zeggen ook nog in het Britse leger gediend tijdens de koloniale oorlogen in Soedan (1896-1898), de Boerenoorlog en de Eerste Wereldoorlog. Jones heeft een borst vol onderscheidingen. Over de zeventig, bijna de oudste, maar steeds bereid tot acrobatische en gevaarlijke capriolen. Ondanks het feit dat hij soms last heeft van de gevolgen van malaria. Hij is voor bijna iedereen aardig (niet tegenover Hodges en de koster) en vertelt vaak dezelfde verhalen over waar hij vroeger soldaat was, vooral met bajonet. Roept in penibele situaties steeds "Don’t panic!, don’t panic!”. Heeft veel ontzag voor kapitein Mainwaring, hoewel die eigenlijk geen echte kapitein is.[2] Jones vraagt als enige altijd eerst toestemming om te spreken. Als het peloton vervoer nodig heeft stelt Jones graag zijn bestelwagen ter beschikking.[3]
- Soldaat Frazer (John Laurie), een typische Schot, is de plaatselijke begrafenisondernemer. Hij is erg gierig. Heeft bij de Royal Navy gediend. Een doemdenker. In penibele situaties roept hij algauw "We zijn verdoemd! Verdoemd!" Vertelt graag griezelverhalen en rolt dan met zijn ogen. Hij uit soms onterechte verdenkingen. Als later blijkt dat hij ongelijk had, weet hij opeens van niets ("Ik heb nóóit aan U getwijfeld!"). Is jaloers omdat hij niet de bevelhebber is.
- Soldaat Godfrey (Arnold Ridley): de bejaarde militaire ziekenverzorger die last heeft van een zwakke blaas. Heel zachtaardig en de oudste van de groep. Woont met zijn twee zussen Dolly en Cissy in een prachtige cottage.
- Soldaat Pike (Ian Lavender), een nerveuze jonge soldaat die vaak een sjaal draagt (omdat dat van zijn moeder moet) en soms op zijn duim zuigt. Wordt door Mainwaring vaak "stupid boy" genoemd, omdat hij vaak domme/kinderachtige dingen doet. Is tevens jongste bediende in de bank waar Mainwaring directeur is.  Vanwege een zeldzame bloedgroep is hij niet opgeroepen voor legerdienst. In de loop van de serie moet hij wel ter keuring komen en wordt hij afgekeurd. Er wordt soms verondersteld dat Wilson zijn vader is. Een van de schrijvers bevestigde dat op de laatste opnamedag.
- Soldaat Walker (James Beck): een soldaat die zich bezighoudt met zwarte handel. Vanwege de oorlog is er tekort aan van alles, maar hij weet wel wat te regelen. Mits je betaalt. In de eerste aflevering beweert hij niet opgeroepen te zijn omdat hij groothandelaar is, maar in een verloren gegane aflevering wordt onthuld dat het was vanwege zijn allergie voor cornedbeef.

### Bijrollen
- Warden William Hodges (Bill Pertwee): het hoofd van de luchtbescherming, met wie kapitein Mainwaring vaak in de clinch ligt. Hij is de groenteboer van het dorp. Hodges is jaloers op Mainwaring en noemt hem "Napoleon". De luchtbescherming stelt nog minder voor dan de Home Guard van Mainwaring, en dat steekt. Toch is hij zo trots op zijn functie dat hij denkt heel wat te zijn. Hodges controleert ook de verduistering en roept daarom vaak "Put that light out!" en "You ruddy hooligans!" Mainwaring behoudt meestal zijn Britse waardigheid onder Hodges' provocaties. Na een bijna-doodervaring is Hodges opeens de grootste bewonderaar van Mainwaring en probeert hij dat wanhopig duidelijk te maken en mee te werken. Mainwaring is dat natuurlijk niet gewend en vindt het maar verdacht. Het duurt ook niet lang.
- Dominee Timothy Farthing (Frank Williams): de dominee, met wie Mainwaring eveneens vaak onenigheid heeft, omdat Mainwaring de parochiezaal mag gebruiken als hoofdkwartier voor zijn eenheid. Dat komt niet altijd goed uit.
- Koster Maurice Yeatman (Edward Sinclair), tevens hoofd van de plaatselijke zeeverkenners. Is vaak vijandig tegenover het peloton en vleierig tegenover de dominee. Spant soms samen met Hodges.
- Kapitein Square (Geoffrey Lumsden), de pompeuze bevelhebber van het rivaliserende peloton uit Eastgate. Hij heeft nog onder Lawrence of Arabia gediend in de Eerste Wereldoorlog en ligt vaak overhoop met Mainwaring, wiens naam hij steeds verkeerd uitspreekt. Ziet Mainwaring niet voor vol aan omdat die geen "echte" kapitein is.
- Soldaat Cheeseman (Talfryn Thomas), een fotograaf uit Wales die bij de plaatselijke krant is komen werken. Geïntroduceerd in de zevende serie, na het onverwacht overlijden van James Beck (soldaat Joe Walker).
- Mrs. Mavis Pike (Janet Davies), vriendin van sergeant Wilson en moeder van Pike.
- Mr. Sidney Bluett (Harold Bennett), bejaarde inwoner van Walmington on Sea, berucht om zijn scherpe tong.
- Miss Cissy Godfrey (Nan Braunton), een van de twee zusters van soldaat Godfrey.
- Miss Dolly Godfrey (Joan Cooper), een van de twee zusters van soldaat Godfrey. Bakt heerlijke upside-down cakes. Godfrey noemt haar vaker dan zijn andere zuster.
- Mrs Mildred Fox (Pamela Cundell), een flamboyante weduwe met wie koporaal Jones in de allerlaatste aflevering trouwt.
- Mrs Mainwaring (onzichtbaar personage), de echtgenote van kapitein Mainwaring, die haar man via de telefoon onder druk zet. Het gesprek loopt nooit goed af, meestal gooit zij de hoorn er op. De weinige keren dat ze tevoorschijn zou komen, kwam er steeds iets tussen.
- Colonel Pritchard (Robert Raglan), een superieur officier van wie Captain Mainwaring orders ontvangt. Een strenge, serieuze man, die tegen de verwachting in bewondering heeft voor Mainwaring. Hij complimenteert hem regelmatig en waarschuwt anderen om Mainwaring vooral niet te onderschatten.
- Soldaat Sponge (Colin Bean), schaapherder van beroep. Hij leidt het tweede peloton en is daardoor in eerste instantie vrij onzichtbaar in de reeks. Geleidelijk wordt zijn rol belangrijker.
- Ook zijn er wel eens figuranten te zien. Enkele van hen spelen wel eens een klein rolletje met een beetje tekst. Daarnaast zijn er vaak (terugkerende) gastacteurs, zoals Wendy Richard, die veel bekender is van Wordt U al geholpen? In één episode draait het om Fiona Gray, gespeeld door Carmen Silvera, die later beroemd zou worden als de vrouw van René Artois in 'Allo 'Allo!.

### Overleden
Veel acteurs uit de serie zijn inmiddels overleden:
- James Beck (soldaat Joe Walker), een van de jongste acteurs uit de serie, overleed tijdens de serie in 1973 op 44-jarige leeftijd. In de zevende serie werd daarom een nieuw personage geïntroduceerd: soldaat Cheeseman.
- Edward Sinclair, die de rol van de koster speelde, overleed kort na de laatste opnames van de serie in 1977 aan een hartaanval.
- John Laurie (soldaat James Frazer) overleed in 1980 op 83-jarige leeftijd aan een longemfyseem en longfalen. Ridley en hij waren de enige leden van de cast die tijdens de Tweede Wereldoorlog daadwerkelijk bij de Home Guard hadden gediend.
- Harold Bennett (Mr Bluett) overleed in september 1981 aan een hartaanval. Vooral bekend als directeur in de serie Wordt U al geholpen?
- Arthur Lowe (Captain Mainwaring) overleed in 1982 op 66-jarige leeftijd in zijn kleedkamer in Birmingham aan een beroerte. In de Engelse stad Thetford werd in 2010 een bronzen standbeeld van Captain Mainwaring geplaatst. In en om deze stad waren de opnames. In de serie heeft zijn personage niet gevochten in de Eerste Wereldoorlog, maar Lowe diende zelf tijdens de Tweede Wereldoorlog wel degelijk in het leger.
- John Le Mesurier (sergeant Wilson) overleed in 1983 op 71-jarige leeftijd aan een levercirrose.
- Arnold Ridley (soldaat Godfrey) overleed in 1984 op 88-jarige leeftijd. Hij is ook bekend van zijn toneelstuk The Ghost train (1923), later verfilmd, dat ook in Nederland werd gespeeld en werd verfilmd als De Spooktrein.
- Philip Madoc (gastrol als U-boot-kapitein, seizoen 6, afl. 1) overleed in 2012 op 77-jarige leeftijd.
- Clive Dunn (korporaal Jones) overleed in 2012 op 92-jarige leeftijd. Hij werd het oudst van alle oude hoofdrolspelers, terwijl hij in de reeks juist een van de oudste lijkt. Toen de serie begon was hij als 48-jarige een van de jongste acteurs, maar hij werd sterk "verouderd", om zo 70-plus te lijken.
- Bill Pertwee (warden William Hodges) overleed in 2013 op 86-jarige leeftijd.
- Frank Williams (dominee Timothy Farthing) overleed in 2022 op 90-jarige leeftijd.
- Ian Lavender overleed op 2 februari 2024 op 77-jarige leeftijd. Hij was het laatste nog levende lid van de hoofdrolspelers. Toen de serie begon was hij met 22 jaar veruit de jongste in de serie.

## Afleveringen
De serie bestaat uit tachtig afleveringen verdeeld over negen seizoenen. Daarnaast zijn er vier kerstsketches gemaakt.

### Verloren afleveringen
Drie afleveringen uit seizoen 2 en vier kerstsketches ontbreken in het BBC-archief.

## Film
In 1971 werd de eerste film gemaakt over Dad's Army met de originele cast. In 2016 kwam een tweede film uit gebaseerd op de tv-serie met dezelfde naam, Dad's Army.